# Parc Bazilescu
Parc Bazilescu – stacja metra w Bukareszcie, na linii M4, w sektorze 1. Stacja została otwarta 1 lipca 2011, w ramach budowy II fazy linii M4. Była północną stacją końcową do czasu otwarcia ostatniego odcinka linii w kwietniu 2017.